# Diaptomus sicilis
Diaptomus sicilis är en kräftdjursart som beskrevs av Forbes. Diaptomus sicilis ingår i släktet Diaptomus och familjen Diaptomidae. Inga underarter finns listade i Catalogue of Life.